# Contea di Westonia
La contea di Westonia è una delle 43 local government areas che si trovano nella regione di Wheatbelt, in Australia Occidentale. Si estende su di una superficie di circa 3.268 chilometri quadrati ed ha una popolazione di 250 abitanti.